# سینما ایران لاله‌زار
سینما ایران لاله‌زار از سینماهای قدیمی تهران بود که در تاریخ ۱۳۳۵ تأسیس شد. ظرفیت سینما ۱۲۰۰ صندلی بود. سینما در سال ۱۳۷۰ به دستور وزارت ارشاد از گردش کار خارج شد.